# イギリス海軍予備員

RNR士官によって指揮された商船に掲げられた青色軍艦旗

イギリス海軍予備員 （イギリスかいぐんよびいん、Royal Naval Reserve：RNR）は、志願に基づくイギリス海軍（RN）の予備部隊のこと。

## 沿革
現在のイギリス海軍予備員制度は、1859年設立のイギリス海軍予備員（RNR）制度と、1903年設立のイギリス海軍志願予備員（Royal Naval Volunteer Reserve、RNVR）制度が1958年に統合されてできたものである。
もともとのRNRはプロの商船船員や漁船乗組員を対象としており、一方、RNVRは一般市民からの志願者によって構成されるものであった。
RNRは当初は兵のみの予備員制度であったが、1862年に士官の訓練と補充を含むものとなった。RNR士官は曲線の絡み合った特徴的なストライプを使用した階級章を着用した。
イギリスとアイルランドの主要港には訓練船がおかれ、海員は年に1ヵ月間自分の船を下り、母港にある訓練船で砲術の訓練を受けた。また最初の陸上での訓練を終えた士官は、砲術と海軍での勤務に慣熟するために、1年間艦隊の大型艦（主に戦艦または巡洋戦艦）に乗り込んだ。RNRは、作戦指揮を海軍予備員司令官（仮訳。the Admiral Commanding Reserves）の権限に委ねながら、別組織である海軍本部と商務省に所属する海運・海員登録長官（仮訳。the Registrar General of Shipping and Seamen）の共同の管理下に置かれた。1910年にはトロール船部門が作られ、現役の新兵とともに漁師に対して、戦時に掃海艇やその他小型舟艇の運用を行うための訓練が施された。
RNRの将兵は、その専門技術と航海におけるシーマンシップによって、すぐに海軍将兵のパートナーとして尊敬を勝ち得、ボーア戦争や義和団の乱を含むいくつかの紛争においてその優秀性を発揮した。第一次世界大戦以前に100人のRNR士官（のちのち「飢えたる百人（the hungry hundred）」と呼ばれることになる）が正規の海軍士官に転身した。RNR士官の多くはその後プロの船乗りとして巨大客船の指揮を取ったり、海運業界や政府の重要なポジションに就いたりした。

### 第一次世界大戦
1914年の動員の際、RNRは30,000人の将兵から構成されていた。恒久登録されていた一般兵科のRNR士官は直ちに外洋艦隊の勤務に就き、駆逐艦、潜水艦、特設巡洋艦やQシップに乗組んだ。その他のRNRは、西インド方面艦隊を筆頭に実戦部隊の広い範囲にわたって勤務し、コロネル沖海戦やユトランド沖海戦で多くの犠牲者を出した。RNR（T）部隊の漁師たちは、そのトロール船をそのまま掃海艇として、国内外の機雷掃討作戦に従事し、こちらも大きな損失と犠牲者を出した。また、多くのRNR兵士がパイロットとなり、海軍航空隊に所属して航空機や飛行船に搭乗した。一方陸上でも、RNやRNVRの部隊とともに沿岸防備に任じ、ソンムやガリポリの塹壕戦にも参加した。武装商船や病院船、艦隊補助艦艇や輸送船で勤務する商船の士官と船員は、戦時特例によりRNRに加えられた。
RNやRNVR（第一次世界大戦終了後にはRNRの3倍の規模になっていた）と比較すれば数の上では少ないが、RNRは12個のヴィクトリア十字章を得るという、卓越した戦功を記録した。

### 第二次世界大戦
第二次世界大戦開戦にあたり、イギリス海軍は、RNVRと「戦意のみの」兵員が十分に訓練されるまでの初期の厳しい期間に、重荷を肩代わりしてくれるものとして、RNRの経験とプロフェッショナリズムを必要とした。RNR士官は再び駆逐艦、フリゲート、スループ、上陸用舟艇や潜水艦で勤務し、また航海のスペシャリストとして巡洋艦や航空母艦に乗り組んだ。護送船団においては、船団指揮官や護衛隊指揮官をしばしばRNR士官が務めた。第一次世界大戦のときのようにRNRは奮戦し、4個のヴィクトリア十字章を獲得した。
第二次世界大戦当時、RNVRはもはや戦時の士官の登用ルートの主流になっており、兵士が加わることはなかった。彼らは正規海軍やRNRと区別するために金線が波型になった袖章を着用していたため、「ウェイビー・ネイビー」と呼ばれた。この袖章は、後に、正規の海軍士官と同じまっすぐなストライプとなり、カールの中に小さな「R」の入ったものに変更された。ただしこれは、2007年11月30日以降、名誉士官を除いて廃止された。
RNRの〈名目上の〉メンバーとして、シー・カデット・コー（Sea Cadet Corps）とRN CCF（Combined Cadet Force）の士官は従来のRNVRの「ウェイビー・ネイビー」の袖章を引き続き使用する。彼らは（同時に主流のRNRの士官任官辞令を受けていない限り）それぞれの部隊に任用（appointed）されているだけであり、任官（commissioned）は受けていない。
1938年から1957年まで、RNVRは自身の飛行部隊から、飛行機搭乗員も供給した。戦後の1947年になって、彼らの配属は対潜部隊と戦闘機部隊だけに限定された。1957年には、最新装備を操作するための訓練は予備員に期待すべきではないと判断され、航空部隊は供給先から外された。航空部隊は1980年、RNASヨービルトンで再結成された。

### RNVRとの統合以後
イギリスの海軍予備員制度は1958年に一本化され、RNRはずっと大きなRNVR組織と合体した。100年にわたる誇り高きサービスの後、プロの船員による独立した予備員制度としてのRNRは、存在を終えた。2003年には、近衛騎兵のパレード付きのRNVR（1903年創設）創設百周年祭（ロンドン）が、チャールズ3世（当時王太子）臨席のもと、RNRによって執り行われた。
最近の50年にわたる防衛計画（Defence Review）は矛盾したものだった。ある年は予備員を切り詰めたかと思うと次には拡大し、新しい任務を与えて、すぐに取り下げ、また再びその任務に就かせるといった具合だったのである。1990年に行われたイギリス軍の再編の際にはRNRは1,200名減員となり、HMSカルプ（ジブラルタル）、HMSウェセックス（サウサンプトン）、HMSグレアム（グラスゴー）を含む多くの訓練センターが閉鎖された。1998年の戦略防衛計画はこの方針を、RNRの冷戦時の機雷戦に関する役割を除外することで継続する一方、RNRのポストを350増やすことも決定した。再組織されたRNRは主に兵站と通信の分野において「艦隊に対してさらなる増援を提供するために、拡張された人材プールを用意する」ように組み立てられている。
この戦略方針は、第二次湾岸戦争までの間、機雷戦部門の兵員や潜水のスペシャリストたちを忘れられた存在とする結果をもたらした。イギリス海軍はそのときになって、なんらの現実のポストを持たない予備員のプールを持っていたことに気づいた。第一次世界大戦当時のイギリス海軍師団と同様、水上防備部門（Above Water Force Protection branch）が、「戦争勃発時に特段の任務が与えられていない海軍予備員から」編成された。専門要員の不足から、機雷戦や潜水任務の一部は最近になってRNRに戻された。今日では、多くの将兵が「フルタイム予備員」として、アフガニスタンや中東やバルカン半島やイギリス本国に動員され、イギリス海軍のいたるところで実戦任務についている。
海軍の作戦行動や配属においてRNRの士官・兵員の割合が増加したため、2007年7月1日、制服の特別な標識（士官の場合には袖章や肩章のカールの中の「R」、それ他の階級ではRNRを示す肩章）を付けなくて良いことになった。
1994年の「イギリス海軍補助サービス（仮訳。RNXS:Royal Navy Auxiliary Service）」の解散に対応して、国の海洋訓練機関として「海上志願サービス（仮訳。Maritime Volunteer Service）」が組織された。これは慈善的な性格を持ち、RNXSの多くの役割を引き継ぎ、また拡大している。

## RNR 組織
現在のRNRは14の組織と6つの付属組織を有している。
- HMSスコティア（ロサイス）
  - テイ分隊（ダンディー）：正式にはHMSキャンパーダウン。
- HMSカンブリア（サリー、ウェールズ）
  - トウ分隊（スウォンジ）
- HMSダリアダ（グリーノック）
  - ゴヴァン分隊
- HMSフライングフォックス（ブリストル）
- HMSカライアピ（陸上施設）（ゲーツヘッド）
  - セレス分隊（リーズ）
- HMSプレジデント（陸上施設）（ロンドン）
  - メドウェイ分隊（チャタム、ケント）
- HMSイーグレット（陸上施設）（リヴァプール）
  - ミネイ（Menai）分隊（ランディドノ）
- HMSヴィヴィッド（陸上施設、1957年）（デヴォンポート）
- HMSシャーウッド（ノッティンガム）
- HMSキング・アルフレッド（ポーツマス）
- HMSフォワード（陸上施設、1984年）（バーミンガム）
- HMSキャロライン（ベルファスト）…C級軽巡洋艦キャロラインを流用した施設。2009年に廃止となり陸上施設HMSヒベルニアに移転、2011年に博物館船となる。
- HMSワイルドファイア（陸上施設、2000年）（ノースウッド、ロンドン）
- HMSフェレット（陸上施設、1982年）（チックサンズ）

イギリス海軍予備隊の航空部隊要員は、単一のRNR組織に属するのでなく、正規の海軍航空隊で訓練を行い、RNASヨーヴィルトンとカルドローズの司令部によって管理される。
大学海軍ユニット（University Royal Naval Unit、大学と海軍とが連携した訓練施設）はダートマス海軍兵学校の管轄下にありながら、英国海軍予備隊の一部分でもあり、その学生は初年度は「オフィサー・カデット」と呼ばれ、最終年度では「RNR士官候補生（ミジップマンRNR）」と称する。

### 著名なRNRメンバー
RNRは第一次世界大戦で授与された12個のヴィクトリア十字勲章が示すように、輝かしい戦功を保持しており、その栄誉は平時にも輝いている。
- RNR代将 サー・バートラム・フォックス・ヘイズ KCMG、DSO、RD（Decoration for Officers of the Royal Naval Reserve）  - ホワイト・スター・ラインの先任船長（Commodore）。
- RNR代将 サー・チャールズ・マシスン DSO、RD - オリエント・ラインの先任船長。
- RNR大尉 サー・アーネスト・シャックルトン CVO（Commander of the Royal Victorian Order） - 上級航海士、探検家。
- RNR中尉 ルパート・デイヴィス - BBCテレビの「メグレ警部」。
- 空軍大佐 ”セイラー” マラン DFC（Distinguished Flying Cross）、DSO - バトル・オブ・ブリテンの戦闘機パイロット。1932年から1936年の期間、上級航海士（RNR中尉）だった。
- RNR中佐 チャールズ・ライトーラー DSC（Distinguished Service Cross）、RD - 「タイタニック」号の客室甲板先任士官。1940年には66歳だったライトーラーは自己所有のヨットでダンケルク撤退戦に参加した。
- RNR少佐 イアン・フレーザー VC、DSC、JP（Justice of the Peace）、RD - 1945年、ジョホール水道において、豆潜水艇XE-3で日本の重巡洋艦「高雄」を攻撃し大破せしめた殊勲によってVCを授与された。第二次世界大戦での海軍のVC授与者のうち最も長生きした。トリニティ・ハウス（水先案内人協会）のYounger Brother。Freeman of Wirral。
- RNR大佐 サー・サミュエル・ロビンソン KBE - 1923年、「初代エンプレス・オブ・オーストラリア（英語版）」の船長だったとき、横浜において関東大震災の救助活動を行った[1]。
- RNR大佐 ロナルド・ニール・スチュアート VC、DSO、RD - アメリカ海軍十字章保持者。カナディアン・パシフィック・スチームシップス先任船長[2]。
- RNR少佐 ジュリアン・ストックウィン - 作家

## RNVR組織
1903年の創設以来、時代の変化とイギリス海軍の必要とするものの移り変わりによってRNVRは多角化した。

### 著名なRNVRメンバー
RNVRには、以下のような多くの著名人が加わっている。
- ライオネル・クラブ - 第二次世界大戦に潜水夫として参加し、機雷や爆弾の処理を行った。
- A・J・クローニン - 第一次世界大戦中、軍医として勤務。
- エドワード・スミス - 客船「タイタニック」号の船長。
- サー・ジョン・エドワード・ジャクソン - 外交官。
- サー・ローレンス・オリヴィエ - 俳優。第二次世界大戦中、艦隊航空部隊のパイロットとして勤務。最終階級は大尉。
- ラルフ・リチャードソン - 俳優。第二次世界大戦中に勤務。最終階級は少佐。
- サー・アレック・ギネス - 俳優。第二次世界大戦のハスキー作戦（シシリー島上陸作戦）において、中尉として上陸用舟艇を指揮。
- イアン・フレミング - ジェームズ・ボンドシリーズの著者。第二次世界大戦中海軍情報部に勤務。最終階級は中佐。
- ロジャー・ウィン - 第二次世界大戦中に潜水艦追跡室の指揮官兼情報分析官として勤務。
- リチャード・ベーカー - BBCニュースキャスター。

### 架空のRNVRメンバー
- ジェームズ・ボンド - 007。最終階級はRNVR中佐
- ラルフ・ロス・ラニヨン - メアリ・ルノーの戦争小説『The Charioteer』に登場。ダンケルクで負傷した後RNVRで任務に就く。
- ローレンス・ジェミーソン - 映画「Dirty Rotten Scoundrels」に登場。
- ドナルド・キャメロン - フィリップ・マカッチャンの小説「キャメロンの海戦シリーズ」の主人公。

## イギリス連邦諸国の海軍予備員
RNR同様の組織としてオーストラリア海軍予備員（RANR）、ニュージーランド海軍志願予備員（RNZNVR）とカナダ海軍予備員の制度がある。以前には植民地にも、海峡居留地海軍志願予備員（the Straits Settlements Royal Naval Volunteer Reserve : SRNVR）、ニューファウンドランド海軍予備員（Newfoundland Royal Naval Reserve）、セイロン海軍志願予備員（CRNVR）、香港海軍志願予備員（HKRNVR）、海軍志願予備員・南アフリカ部（the South African Division of the RNVR）などがあった。